# Katedra w Liverpoolu
Katedra w Liverpoolu (ang. Liverpool Cathedral) – katedra anglikańska w Liverpoolu. Główna świątynia diecezji Liverpool.
Budowa świątyni rozpoczęła się w 1904. Konkurs na budowę katedry wygrał architekt Giles Gilbert Scott. Pierwotny projekt uległ zmianie w czasie budowy; ostatecznie świątynia nabrała cechy neogotyku. Świątynia konsekrowana została w 1924 przez biskupa Francisa Chavasse i króla Jerzego V, chociaż budowa ostatniego elementu (wieży) zakończyła się dopiero w 1978. Katedra zajmuje powierzchnię ponad dziewięć tysięcy metrów kwadratowych.